# Cossus gâte-bois
Cossus cossus
Espèce
Le Cossus gâte-bois (Cossus cossus), également appelé ronge-bois, est une espèce de lépidoptères (papillons) de la famille des Cossidae, originaire d'Europe.
C'est un gros papillon de 7 à 8 cm d'envergure qui vole de juin à juillet, dont la chenille xylophage se développe dans le bois du tronc et des branches de plusieurs espèces d'arbres fruitiers et d'autres essences forestières ou rivulaires (aulnes, saules).

## Description

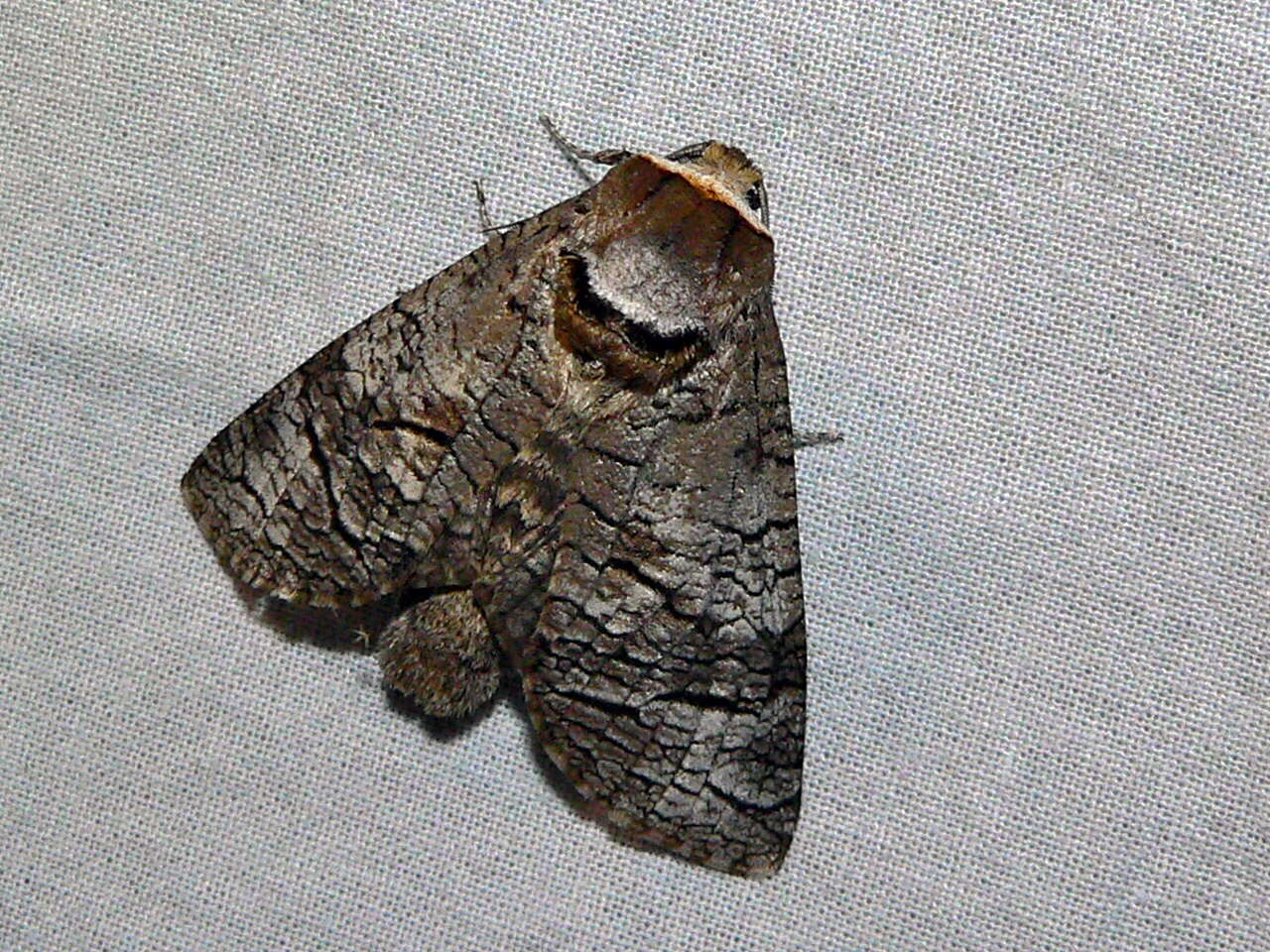
Papillon.

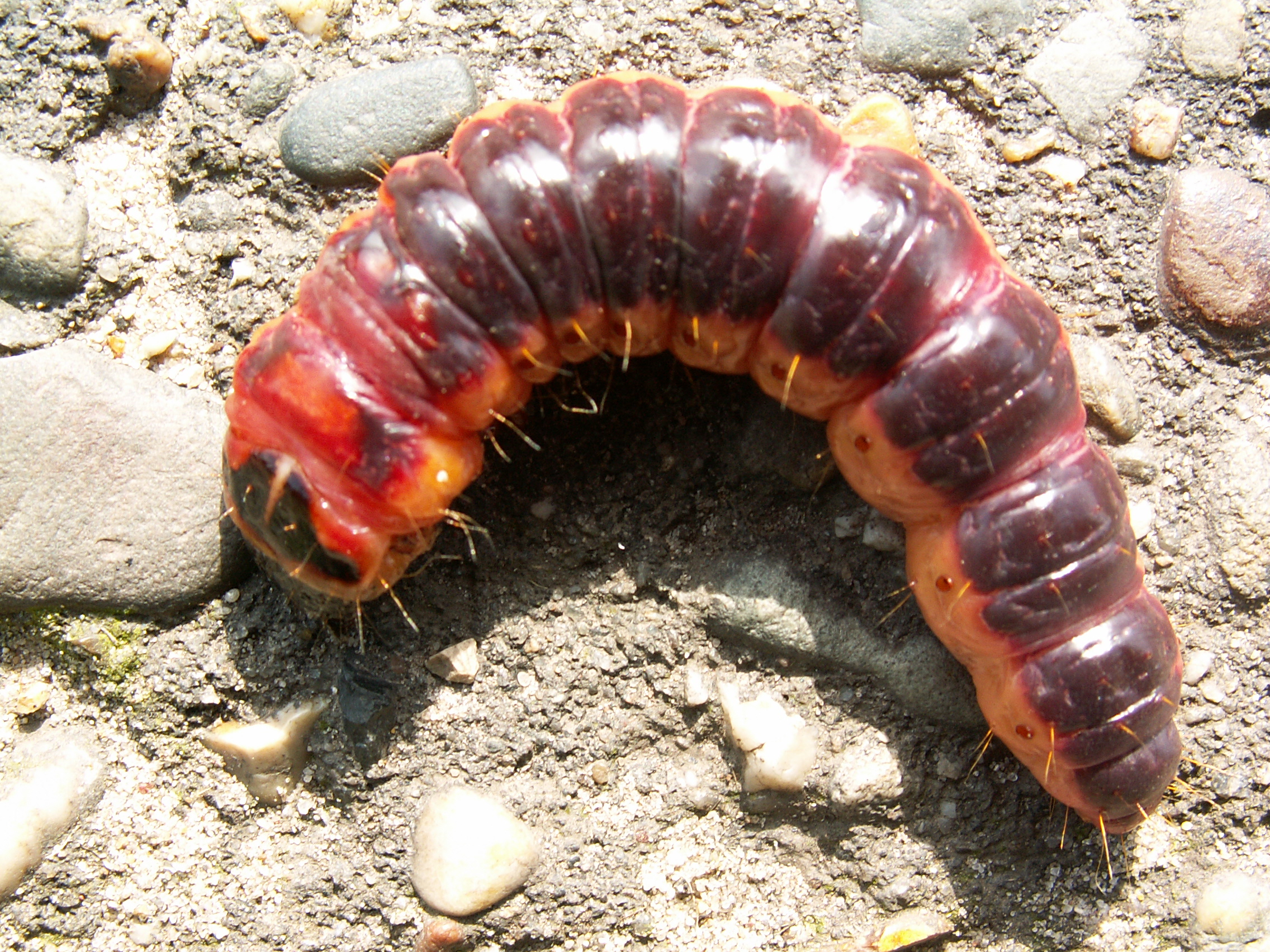
Chenille.

L'imago est un grand papillon de nuit, de 70 à 80 mm environ d'envergure. Les ailes sont beiges, les antérieures ornées de lignes transversales sombres, sinueuses. Cette coloration permet au papillon de passer inaperçu sur les écorces des arbres-hôtes durant le jour. Le corps relativement massif est velu. Les antennes sont plumeuses et la trompe atrophiée.
La larve est une chenille de 100 mm de long environ au corps rouge brunâtre au dessus, jaune clair sur les côtés. La tête noire porte deux puissantes mandibules. Elle émet une forte odeur de vinaigre ; le champignon hygrophore cossus est réputé dégager la même odeur[réf. souhaitée].

## Biologie
Les papillons, nocturnes, apparaissent en début d'été, de la fin juin à la mi-août. Durant leur courte vie, ils s'alimentent peu, voire pas du tout. Les femelles pondent leur minuscules œufs rouges dans les crevasses de l'écorce de divers arbres. Les jeunes chenilles, rosées, éclosent après deux semaines d'incubation. À partir de blessures de l'écorce, elles pénètrent sous l'écorce et commencent à creuser des galeries (de section ovale) jusqu'à l'automne.
Au printemps suivant, à l'aide de leurs puissantes mandibules, elle forent des galeries dans le bois, rejetant à l'extérieur les déchets, sciures et excréments qui s'accumulent au pied de l'arbre en masses rougeâtres.
Elles hibernent un deuxième hiver dans les galeries et se nymphosent au printemps suivant. Elles quittent souvent l'arbre avant la nymphose.
Le cycle biologique s'étale donc sur deux années complètes.
Alors que beaucoup de papillons ont une préférence pour quelques espèces, voire ne s'alimentent que sur une seule espèce, cette espèce se nourrit dans le bois de nombreux arbres fruitiers (pommier, poirier, cerisier, prunier...), mais aussi le chêne, le hêtre, le châtaignier, l'érable, le tilleul, etc. Ses phéromones sont connues au moins depuis le début des années 1980 et elles ont servi à faire des pièges à phéromones pour notamment protéger les vergers des chenilles du Cossus gâte-bois, les fruitiers étant les espèces les plus sensibles à cette espèce, notamment les sujets plus âgés ou malades chez lesquels la sève circule mal. L'attaque du Cossus gâte-bois se traduit souvent visuellement par un dessèchement brutal de l'arbre.

## Ennemis naturels
- Certains oiseaux (Picidae) détruisent les chenilles.
- Les larves de certains insectes  (Ichneumonidae) parasitent les chenilles.
- Les chrysalides sont parasitées par un champignon : Cordyceps militaris.

## Taxinomie
L'espèce Cossus cossus a été décrite par le naturaliste suédois Carl von Linné en 1758, sous le nom initial de Phalaena (Bombyx) cossus.
Synonyme : Trypanus cossus.

## Liste des sous-espèces
Selon Catalogue of Life (31 août 2014) :
- Cossus cossus afghanistana Daniel, 1953
- Cossus cossus aremniacus Rothschild, 1912
- Cossus cossus chinensis Rothschild, 1912
- Cossus cossus deserta Daniel, 1969
- Cossus cossus kossai Wiltshire, 1957
- Cossus cossus omrana Wiltshire, 1957
- Cossus cossus orientalis Gaede, 1929
- Cossus cossus stygianus Stichel, 1908
- Cossus cossus uralicus Seitz, 1912

## Gastronomie
En Europe, sur le pourtour méditerranéen, les larves de Cossus sont parfois consommées crues ou rôties. Elles ont un goût prononcé de noisette et d'amande.
Le témoignage est unanime. Le rôti est juteux, souple et de haut goût. On lui reconnaît certaine saveur d'amandes grillées que relève un vague arôme de vanille. En somme, le mets vermiculaire est trouvé très acceptable ; on pourrait même dire excellent. Que serait-ce si l'art raffiné des gourmets antiques avaient cuisiné la chose !